# 高聪
高聰（452年—520年），字僧智，渤海郡蓨县（今河北省景县）人，中国南北朝北魏官员、文人。

## 生平
高聰曾祖父高軌跟随南燕慕容德到青州，居住在北海郡劇县。高聰之父高法昂，是南朝宋将軍王玄謨的外甥，年轻时随王玄謨征战，官至員外郎，早逝。
高聰生而丧母，祖母王氏養育他成人。北魏軍攻下東陽，高聰迁入平城。与蒋少遊为雲中兵户，生活貧窮。族祖高允身居高位，接济高聰。高聰涉猎经史，有文才。高允推举他入朝廷为官，与蒋少遊同任中書博士。经过十年，转任侍郎，以本官任高陽王（元雍）友。
493年（太和十七年）兼員外散騎常侍，出使南朝齐，面见萧昭业。魏孝文帝把遷都洛陽，敌对南朝的意图告诉了他。回国后，转任通直散騎常侍、兼太府少卿，兼太子左率。
高聰学射箭骑馬，自求为将。孝文帝南征，高聰訪王肃，请求作为偏将率軍，王肃禀报孝文帝。498年（太和二十二年），南齐裴叔業攻打渦陽，高聰假輔国将軍率兵二千，率领劉藻、傅永、成道益、任莫問救援渦陽。高聰望风敗退，他和劉藻在懸瓠被囚禁。孝文帝赦免高聰一命，剥奪官爵为民，流配平州。途中到瀛州，刺史王質獲白兔上献皇帝，王質命高聰上表。孝文帝见到高聰上表的文章，问王肃誰人写的文章，王肃回答为高聰所作。
魏宣武帝初年，高聰回到洛陽。当时，北海王元詳、广陽王元嘉、任城王元澄、咸陽王元禧、王肃、宋弁六人輔政。高聰进言废六辅。501年（景明二年），宣武帝開始親政，高聰任給事黄門侍郎，加号輔国将軍。後黄門如故，转任散騎常侍。502年（景明三年），宣武帝行幸鄴城，回来时进入河内郡怀县境内，亲自射箭，箭射一里五十步。侍中高显上奏将射箭的经过記録下刻为銘文，宣武帝命高聰撰文章。
趙脩在宣武帝左右被重用，高聰攀附趙脩。追贈趙脩之父，碑文文章为高聰所作。趙脩上表的文章，也是高聰所作。趙脩去世，他的親信甄琛、李憑都失势，高聰投靠高肇于是免于失势。宣武帝重用茹皓，高聰称赞茹皓的才能、识見明敏，趙脩不及。茹皓把青州官舍作为高聰的私邸，又给他水田数十頃。茹皓被殺，高聰却说茹皓死晚了。高聰薄于情义如此。
高聰参与夺取高显職权，与高肇、高显兄弟关系恶化。御史中尉崔亮弹劾他纳贿之罪，于是出任平北将軍、并州刺史。高聰在并州数年間，多犯不法之行為，再巴结高肇，修复关系。但他和太原郡太守王椿关系恶化，再被御史弹劾，高肇支持高聰援，事情没有处理。宣武帝末年、高聪担任散騎常侍、平北将軍。
魏孝明帝即位，高聪以平北将軍出任幽州刺史。他作为高肇的党羽，与王世義、高綽、李憲、崔楷、蘭氛之被御史中尉元匡弹劾、灵太后赦免了他。高聪辞官職回家，隐居不与人交往。经营果园，以声色自娱。之后，受位光禄大夫，加号安北将軍。高聪抱妓女十几人，有子者无子者都入籍为妾。高聪卧病，为了避免她们再嫁他人，让她们烧指吞炭，出家为尼。520年（正光元年）夏，高聪去世，享年六十九岁。追贈撫軍将軍、青州刺史，谥号献。所作文章二十卷，别有集，已佚。

## 子
- 高長雲（字彦鴻，官至秘書郎、太尉主簿、輔国将軍、中散大夫，河陰之变被殺）
- 高叔山（字彦甫，官至司徒行参軍、寧朔将軍、越騎校尉）

## 延伸阅读
[在维基数据编辑]
 《魏書·卷68》，出自魏收《魏书》
 《北史·卷040》，出自李延壽《北史》